# Madárdal
A madarak életében kiemelt szerepe van az akusztikus kommunikációnak. A madárfajok szinte mindegyike képes valamilyen egyszerű hangot kiadni, ám egyharmaduk énekelni is tud. A madárénekben hangok, szótagok és frázisok is megkülönböztethetőek egy-egy hosszabb hangsor esetén.

## Rendszertan
Az énekesmadár-alakúak vagy más néven verébalakúak rendje mintegy 5800 fajt tömörít. A fajokat két alrendbe, a királygébics-alkatúak és a veréb-alkatúak csoportjába soroljuk.

### Jellemzői
Az énekesmadarakra általánosságban jellemző a kis testméret, illetve az alsó gégefő (syrinx) használata a hangadásban.
Aránylag nagy térfogatú aggyal rendelkeznek, tanuló- és hangutánzó képességük pedig egyedülálló az állatvilágban.

## A hangok
Az ornitológusok a madarak hangjelzéseit énekhangokra és hívóhangokra csoportosítják.
Általánosságban véve énekről a párzással összefüggésben beszélünk, az összes többi hangjelzést a hívóhangokhoz soroljuk.

### Énekhangok
A legtöbb fajnál csak a hímek énekelnek. Minden egyes fajnak megvan a sajátos éneke. De akadnak olyanok is, melyek más madarak énekeinek utánzásával színesítik dalaikat.

### Hívóhangok
Az énekekkel összehasonlítva rövidek és egyszerűek. A riasztástól kezdve a menekülésen át a kunyerálásig a társas viselkedés minden területét lefedik a különböző hangok. Egyes fajoknál még speciális jelentésű hívóhangok is léteznek. De minden madárnak megvan a maga sajátos hívójele.

## Funkció
A madarak énekének több funkciója is van. A hím ezzel jelzi a territóriumát, az adott erdő- vagy parkrészt, ahová a tojókat csalogatja. Így jelzi a szomszédoknak, hogy ez az ő birodalma.
Dallal keltik fel a leendő pár figyelmét, és tartják fenn velük a kapcsolatot.
A madárdal szerepet játszik a mindennapi viselkedésben: az élelemszerzésben, a szülők és kicsinyeik közötti kapcsolatban.
De így jelzik egy-egy ragadozó közelségét, a veszély elkerülését is.
És nem utolsósorban ez által azonosítják csoporttársaikat.

## Anatómia
A madárdalok létrejöttében kiemelkedő szerepe van az idegrendszernek, a sajátos légzőkészüléküknek és az alsó gégefőnek, az ún. syrinxnek.

### Idegi szabályozás
A hangképzésért bonyolult központi idegrendszeri apparátus felelős. A szabályzórendszerben négy agyi mag is meghatározó szerepet játszik: a hallóközpont, a HVC, az RA és a XII agyideg magva. Aktivitásukat a szaporodási időszakban fokozza a tesztoszteronszint növekedése.

### Kilégzés
A madarak hangadásának hátterében légzőkészülékük sajátos alakulása áll. A légcső két főhörgőre oszlásánál kialakult az alsó gégefő, vagyis a syrinx. Oldalain és belsejében padig hanghártyák feszülnek, melyeket kilégzéskor rezgésbe hoznak. Ezek felelősek a hangképzésért.

### Syrinx
A madarak gégéjében nem találhatók hangszálak . A madárdalok képzését ehelyett egy speciális szerv, a légcső (trachea) alsó végénél elhelyezkedő alsó gégefő (syrinx) végzi. Az alsó gégefő összetett szerv. Két kamrából épül fel, melyeket a madár egy időben is tud használni, így képesek a madárének kivételesen összetett hangjait létrehozni.
A syrinx gégefői és hörgői elemeket egyaránt tartalmaz. Az utolsó, elkeskenyedő trachea- és felső bronchusgyűrűk között helyezkedik el a külső hanghártya. A két főhörgő középvonalban találkozó belső fala háromszög alakú nyúlványként (pessulus) a syrinx üregébe nyomul. A porcos pessuluson tapad a belső hanghártya, mely félhold alakú redőként bevonja a pessulust.

### Énekhang képzése
A hangadásban a syrinxizmok, a háti és hasi légzőizmok, valamint a gégefőt és a csőrt mozgató izmok játszanak szerepet. Kilégzéshez a levegő a redőket rezgésbe hozza, s hang keletkezik. A hang magasságát és színét a hártyák helyzete valamint feszültségének állapota befolyásolja.

## Hangerősség
A madárdal hangereje fajonként igen eltérő lehet. Ennek oka, hogy az éneklő gége felépítésében és méreteiben jelentős eltérések figyelhetők meg.
A kiadott hang erősségét az adott terület méreteinek figyelembe vételével optimalizálja a madár.

## Duett
A madárvilágban igen ritka, hogy a nőstények is énekeljenek, ám pár faj esetében mégis találkozhatunk ezzel a jelenséggel. A nőstények valódi duettet énekelnek a hímekkel. Ennek során a két énekes hihetetlen összehangoltságról tesz tanúbizonyságot.
Mindkét nem képviselői képesek a teljes énekes előadásra, de legtöbbször inkább a tojó folytatja a hím által megkezdett dallamsort, méghozzá tizedmásodperces pontossággal.
Énekük a kapcsolattartás eszközeként funkcionál.

## Tanulás
Bizonyított, hogy míg egyes madaraknak veleszületett tulajdonsága az éneklés, addig másoknak szüleitől kell elsajátítaniuk ezt a képességet. A részben vagy teljes mértékben szociális kapcsolatokon alapuló tanulással mintegy 4000 madárfaj sajátítja el az éneklés fortélyait.
Egyes fajok képviselői a vándorút során több száz idegen madártól tanult dalt képesek memorizálni, s azt különös módon, saját dallamaikkal keverve reprodukálni.

## Nyelvjárás
Csak úgy, mint az emberi nyelvek esetében, a madarak énekében is létezik valami, az emberi nyelvjáráshoz hasonló. Az ugyanahhoz a fajhoz tartozó madarak lakóhelyüktől függően különbözőképpen énekelnek. A populációk dalai között árnyalatnyi eltérések vannak. De az egyéves madarak is kissé máshogy énekelnek, mint a kifejlett példányok. És a párzási időszak előrehaladtával is változhat a repertoár.

## Legszebb és fülsértő énekesek
A legjobb énekesekként a rigók családjába értendő vörösbegyeket, fülemüléket, rozsdafarkúakat, hantmadarakat tartjuk számon.
Ezzel szemben például : a drongók hívóhangja fémes vagy éles és lármás. A skarlát nektármadárnak pedig az olló csattogásához hasonló hangja van.

## Madárdal a művészetben
Számos költő, zeneszerző, sőt festő számára adott ihletet a madárdal.
Míg egyes művekben csak a daloló madarak, addig másokban a strófák lüktetése is visszaköszön.

### Zenében
Olivier Messiaen
Haydn: Az évszakok
3. zongoraverseny (Bartók)
Vivaldi
Beethoven
Wagner
Paul Winter
Ottorino Respighi
Eric Dolphy
Pink Floyd
Kate Bush
Ronnie Ronalde
Francois-Bernard
Dominik Eulberg

### Költészetben
Szabó Lőrinc: Ficseri-füsti
Poe: A Holló
Petőfi Sándor: Pacsirtaszót hallok megint
Arany János: Vörös Rébék
Percy Bysshe Shelley
Shakespeare: Rómeó és Júlia

### Festészetben
Szinyei Merse Pál, 1871-2: Madárdal
Ferenczy Károly, 1893: Madárdal
Paizs Goebel Jenő, 1934: Madárdal
Dési Huber István: Madárdal
Feszty Árpád által készített képek, melyek a Magyar Állami Operaház falait díszítik.

## Külső hivatkozások
https://web.archive.org/web/20100918105059/http://magazin.ujember.katolikus.hu/Archivum/2003.12/10.html
https://web.archive.org/web/20100819170028/http://www.ribizli.hu/madarhangok.htm
http://papagaj4.gportal.hu/gindex.php?pg=5659439&PHPSESSID=404c3b8eb35bbdc926eb3f97f36be4c3